# 银铁乡
银铁乡，是中华人民共和国四川省达州市达川区曾经下辖的一个乡。2019年12月，撤销银铁乡，将其所属行政区域划归石梯镇管辖。

## 行政区划
银铁乡撤销前下辖以下地区：
街道社区、流河村、石坎子村、铁顶垭村、董家场村、茶斗坡村、三溪口村和小银山村。